# Glicerol-3-fosfat-transportujuća ATPaza
Glicerol-3-fosfat-transportujuća ATPaza (EC 3.6.3.20) je enzim sa sistematskim imenom ATP fosfohidrolaza (import glicerol-3-fosfata). Ovaj enzim katalizuje sledeću hemijsku reakciju
ATP + 2O + glicerol-3-fosfatout {\displaystyle \rightleftharpoons } ADP + fosfat + glicerol-3-fosfatin
Ova ATPaza ABC-tipa je karakteristična po prisustvu dva slična ATP-vezujuća domena.

## Spoljašnje veze
- Glycerol-3-phosphate-transporting+ATPase на 